# Konstantinos Karetsas
Konstantinos Karetsas (Genk, Limburgo, 19 de noviembre de 2007) es un futbolista griego de origen belga. Juega de mediocentro ofensivo y su equipo actual es el K. R. C. Genk de la Primera División de Bélgica.

## Trayectoria
A partir de la temporada 2023-24 se permitió por primera vez que los jugadores de 15 años tengan minutos en el fútbol profesional belga y el entrenador del Jong Genk utilizó el nuevo reglamento desde la fecha 1 del Campeonato de Segunda División de Bélgica. Konstantinos debutó el 13 de agosto de 2023, a pesar de ser su primer juego, Jelle Coen lo colocó de titular y con una asistencia suya ganaron 1-0 al SK Beveren. Disputó su primer partido contra profesionales con 15 años y 8 meses, utilizó la camiseta número 78.
En la fecha 4 convirtió su primer gol, en lo que fue el empate 1-1 frente a RSCA Futures, con esa anotación se convirtió en el goleador más joven del profesionalismo belga.

## Selección nacional
Ha sido internacional con la selección de fútbol de Bélgica en las categorías juveniles sub-15, sub-16, sub-17 y sub-21. En 2025 decidió representar selección absoluta de Grecia.
El 20 de marzo de 2025 debutó con la selección absoluta greca, ingresó en el segundo tiempo para jugar contra Escocia por Nations League pero fueron derrotados 0-1. Tres días después jugaron la revancha, el entrenador Ivan Jovanović lo colocó como titular, convirtió su primer gol y ganaron 0-3, lo que significó ascender a la máxima categoría de la competición. Con 17 años y 124 días se convirtió en el goleador más joven de la historia de la selección de Grecia, también de la Nations League, por delante de Lamine Yamal.

## Perfil del jugador
Destaca por su habilidad en el regate, visión de juego y capacidad para realizar pases filtrados al estilo de Kevin De Bruyne, además de contar con un buen remate desde distintas distancias.

## Estadísticas

### Clubes
Actualizado al último partido citado el 3 de agosto de 2025.
| Club                    | Div.          | Temporada     | Liga  | Liga  | Liga   | Copas nacionales | Copas nacionales | Copas nacionales | Copas internacionales | Copas internacionales | Copas internacionales | Total | Total | Total  |
| Club                    | Div.          | Temporada     | Part. | Goles | Asist. | Part.            | Goles            | Asist.           | Part.                 | Goles                 | Asist.                | Part. | Goles | Asist. |
| ----------------------- | ------------- | ------------- | ----- | ----- | ------ | ---------------- | ---------------- | ---------------- | --------------------- | --------------------- | --------------------- | ----- | ----- | ------ |
| Jong Genk · Bélgica     | 2.ª           | 2023-24       | 20    | 6     | 5      | —                | —                | —                | —                     | —                     | —                     | 20    | 6     | 5      |
| Jong Genk · Bélgica     | Total club    | Total club    | 20    | 6     | 5      | 0                | 0                | 0                | 0                     | 0                     | 0                     | 20    | 6     | 5      |
| K. R. C. Genk · Bélgica | 1.ª           | 2023-24       | 4     | 0     | 1      | -                | -                | -                | -                     | -                     | -                     | 4     | 0     | 1      |
| K. R. C. Genk · Bélgica | 1.ª           | 2024-25       | 34    | 3     | 2      | 5                | 0                | 2                | -                     | -                     | -                     | 39    | 3     | 4      |
| K. R. C. Genk · Bélgica | 1.ª           | 2025-26       | 2     | 0     | 1      | -                | -                | -                | -                     | -                     | -                     | 2     | 0     | 1      |
| K. R. C. Genk · Bélgica | Total club    | Total club    | 40    | 3     | 4      | 5                | 0                | 2                | 0                     | 0                     | 0                     | 45    | 3     | 6      |
| Total carrera           | Total carrera | Total carrera | 60    | 9     | 9      | 5                | 0                | 2                | 0                     | 0                     | 0                     | 65    | 9     | 11     |
| 1.                      |               |               |       |       |        |                  |                  |                  |                       |                       |                       |       |       |        |

### Selección
Actualizado al último partido citado el 16 de junio de 2025.
| Selección         | Temporada         | Continental | Continental | Continental | Mundial | Mundial | Mundial | Amistosos | Amistosos | Amistosos | Total | Total | Total  |
| Selección         | Temporada         | Part.       | Goles       | Asist.      | Part.   | Goles   | Asist.  | Part.     | Goles     | Asist.    | Part. | Goles | Asist. |
| ----------------- | ----------------- | ----------- | ----------- | ----------- | ------- | ------- | ------- | --------- | --------- | --------- | ----- | ----- | ------ |
| Sub-15 · Bélgica  | 2021-22           | —           | —           | —           | —       | —       | —       | 1         | 0         | 0         | 1     | 0     | 0      |
| Sub-15 · Bélgica  | Total sel.        | 0           | 0           | 0           | 0       | 0       | 0       | 1         | 0         | 0         | 1     | 0     | 0      |
| Sub-16 · Bélgica  | 2022-23           | —           | —           | —           | —       | —       | —       | 13        | 3         | 0         | 13    | 3     | 0      |
| Sub-16 · Bélgica  | Total sel.        | 0           | 0           | 0           | 0       | 0       | 0       | 13        | 3         | 0         | 13    | 3     | 0      |
| Sub-17 · Bélgica  | 2023-24           | 2           | 0           | 0           | -       | -       | -       | 2         | 0         | 0         | 4     | 0     | 0      |
| Sub-17 · Bélgica  | Total sel.        | 2           | 0           | 0           | 0       | 0       | 0       | 2         | 0         | 0         | 4     | 0     | 0      |
| Sub-21 · Bélgica  | 2024-25           | 2           | 0           | 0           | —       | —       | —       | 0         | 0         | 0         | 2     | 0     | 0      |
| Sub-21 · Bélgica  | Total sel.        | 2           | 0           | 0           | 0       | 0       | 0       | 0         | 0         | 0         | 2     | 0     | 0      |
| Absoluta · Grecia | 2025              | 2           | 1           | 0           | —       | —       | —       | 1         | 0         | 0         | 3     | 1     | 0      |
| Absoluta · Grecia | Total sel.        | 2           | 1           | 0           | 0       | 0       | 0       | 1         | 0         | 0         | 3     | 1     | 0      |
| Total selecciones | Total selecciones | 6           | 1           | 0           | 0       | 0       | 0       | 17        | 3         | 0         | 23    | 4     | 0      |
| 1.                |                   |             |             |             |         |         |         |           |           |           |       |       |        |

## Palmarés

### Distinciones individuales
| Distinción                                                                             | Año  |
| -------------------------------------------------------------------------------------- | ---- |
| Parte de los 60 mejores jugadores jóvenes del mundo para The Guardian (categoría 2007) | 2024 |
| Nominado al Premio Golden Boy                                                          | 2025 |